# 索尼容山
46°50′18″N 9°12′37″E / 46.83831°N 9.21032°E

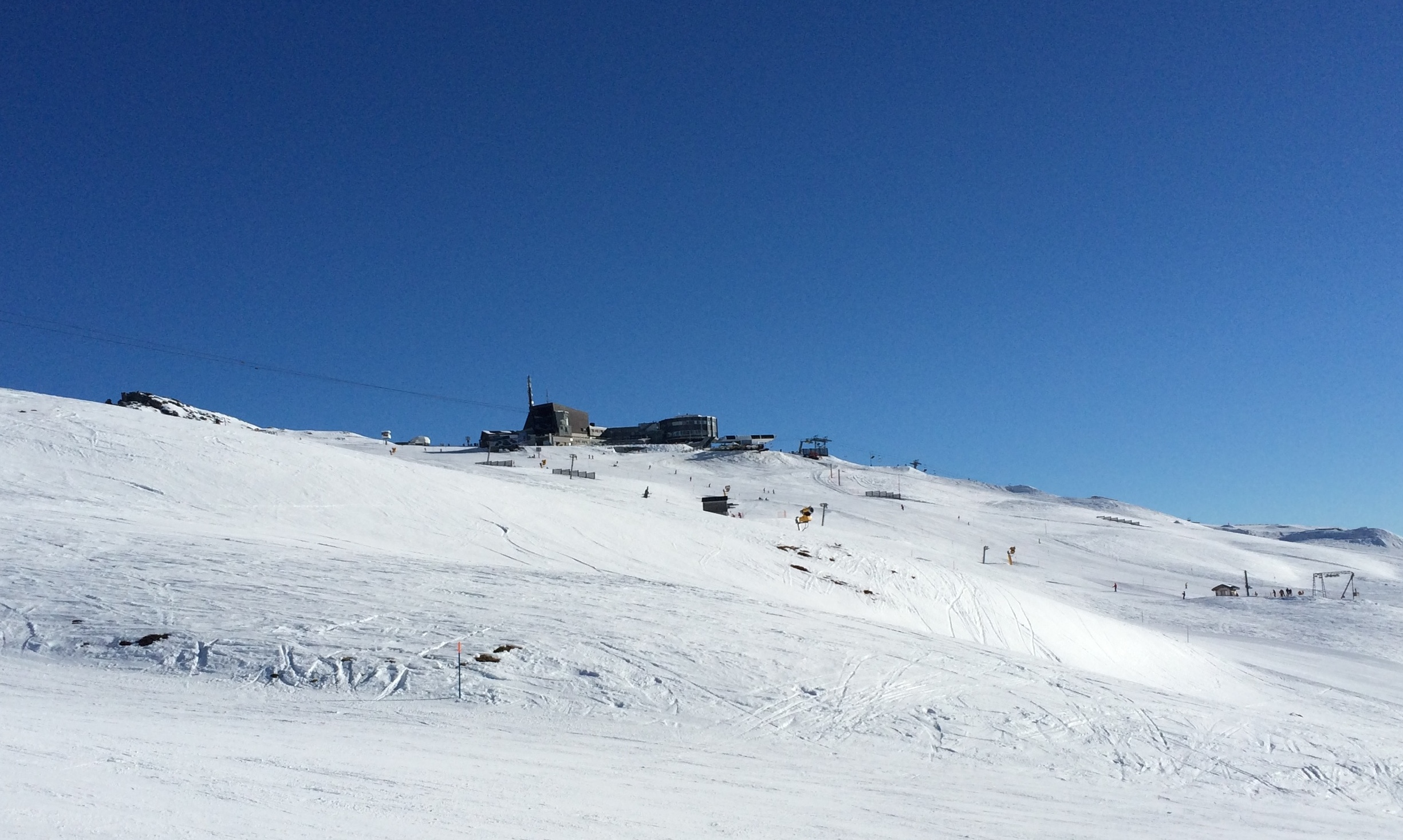

索尼容山（Crap Sogn Gion），是瑞士的山峰，位於該國東南部，由格勞賓登州負責管轄，屬於格拉魯斯山的一部分，海拔高度2,263米，每年平均降雨量1,929毫米。